# Moyenneville, Somme

Moyenneville este o comună în departamentul Somme, Franța. În 1 ianuarie 2022 avea o populație de 701 de locuitori.